# Republik
Republik est un magazine d'actualité en ligne suisse lancé en janvier 2018. Financé principalement par ses lecteurs, le magazine est centré sur le journalisme d'investigation, l'interaction entre lecteurs et rédacteurs et les articles grand format,. Les rédacteurs et les fondateurs du magazine sont aussi à l'origine de Project R, un mouvement promouvant la durabilité du journalisme de qualité en Suisse.

## Création
Republik a fait son apparition en janvier 2018, après une démarche de financement participatif sans précédent en 2017. Le magazine est parvenu à mobiliser 750 000 francs suisses et à attirer 3 000 nouveaux abonnés dans les sept heures suivant son lancement. Une somme de 3,4 millions de francs supplémentaires a été récoltée durant les cinq semaines suivantes et, selon Associated Press, près de 7,7 millions de francs à la mi-janvier 2018. Republik est un média indépendant financé par ses lecteurs et non par la publicité, le magazine a attiré plus de 15 000 abonnés durant ses premiers mois d'existence. Dans son manifeste, Republik est décrit comme étant financé sans publicité et exclusivement par ses lecteurs, qui sont ses seuls clients et, par conséquent, ses patrons.
Le magazine s'est inspiré de De Correspondent, un site web d'actualité néerlandais.

## Structure
La directrice générale de Republik est Susanne Sugimoto et son directeur des relations avec les lecteurs est Richard Hoechner,. Ils ont été rejoints par les journalistes suisses Constantin Seibt, Olivia Kühni et Christof Moser, qui est aussi enseignant et occupe le poste de rédacteur en chef. Sylke Gruhnwald est une des rédactrices en chef adjointes du magazine.
Durant sa première année de publication, Republik a vu son personnel augmenter de 10 à 50 employés.